# Planitia Descensus

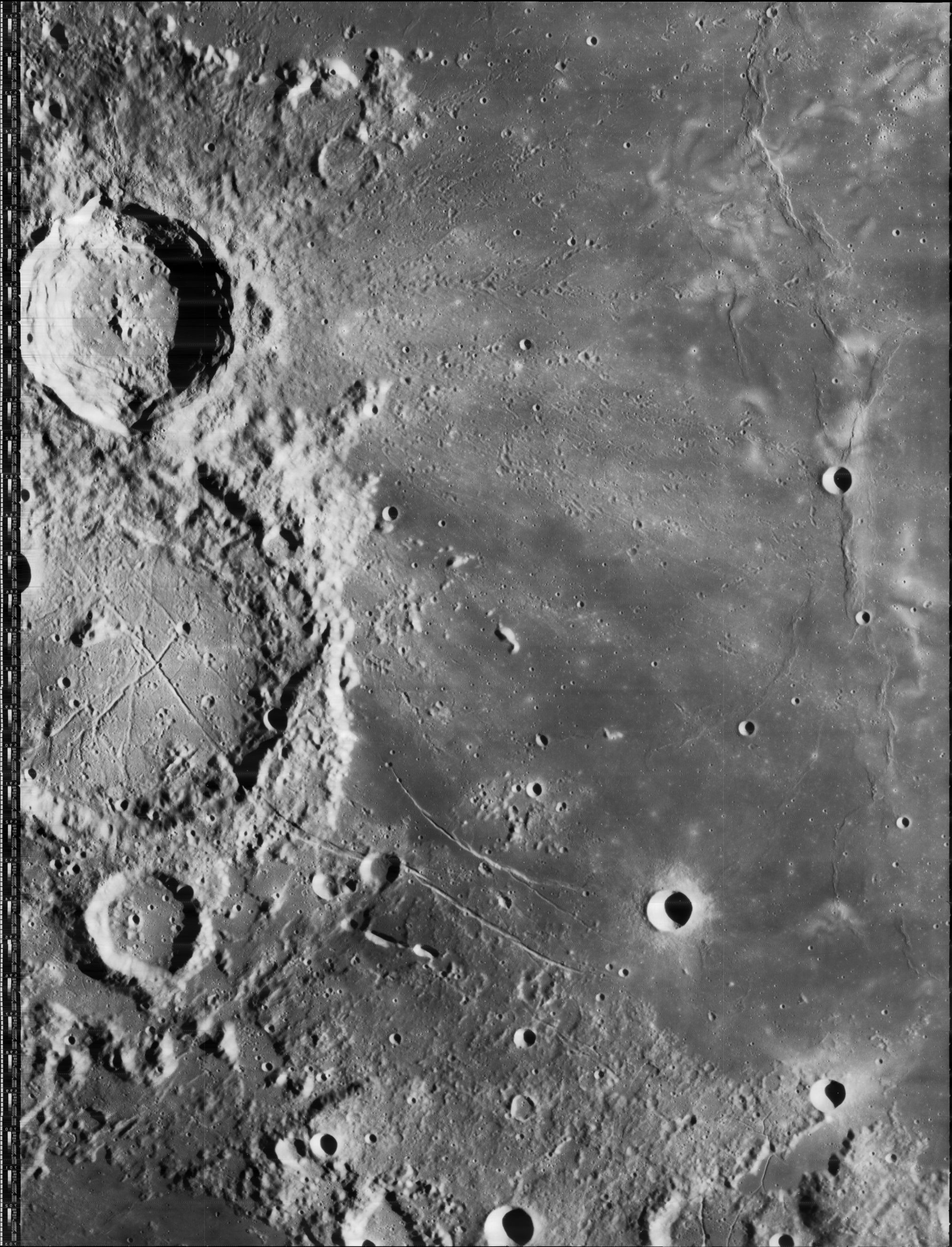
Planitia Descensus. Duże kratery z lewej to Heweliusz i Cavalerius (zdj. NASA)

Planitia Descensus (łac. Równina Pochodzenia) – równina na powierzchni Księżyca. Znajduje się na zachodnim obszarze Oceanus Procellarum na współrzędnych selenograficznych ☾ 7,1°N 64,4°W/7,100000 -64,400000. Jest to jedyna tego typu formacja na Księżycu. Nazwa Planitia Descensus została zatwierdzona przez Międzynarodową Unię Astronomiczną w 1970 roku.